# Kraevo, Sofia
Kraevo (în bulgară Краево) este un sat în comuna Botevgrad, regiunea Sofia,  Bulgaria. 

## Demografie
Componența etnică a satului Kraevo
     Bulgari (97,74%)
     Nicio identificare (2,25%)
     Altele (0%)
La recensământul din 2011, populația satului Kraevo era de 133 locuitori. Din punct de vedere etnic, majoritatea locuitorilor (97,74%) erau bulgari. Pentru 2,25% din locuitori nu este cunoscută apartenența etnică.